# Circondario di Recklinghausen
Il circondario di Recklinghausen (in tedesco Kreis Recklinghausen) è uno dei circondari della Renania Settentrionale-Vestfalia, in Germania.
Appartiene al distretto governativo (Regierungsbezirk) di Münster. Comprende 10 città. Capoluogo e centro maggiore è Recklinghausen.

## Geografia antropica

### Suddivisioni amministrative
Fanno parte del circondario dieci comuni tutti classificati come città (Stadt). Sei sono classificate come grande città di circondario (Große kreisangehörige Stadt) e quattro come media città di circondario (Mittlere kreisangehörige Stadt).
(Abitanti al 31 dicembre 2021)
- Castrop-Rauxel (grande città di circondario) (73 078)
- Datteln (media città di circondario) (34 876)
- Dorsten (grande città di circondario) (74 551)
- Gladbeck (grande città di circondario) (75 343)
- Haltern am See (media città di circondario) (37 808)
- Herten (grande città di circondario) (61 910)
- Marl (grande città di circondario) (83 697)
- Oer-Erkenschwick (media città di circondario) (31 395)
- Recklinghausen (grande città di circondario) (110 714)
- Waltrop (media città di circondario) (29 429)